# Pseudonympha
Pseudonympha är ett släkte av fjärilar. Pseudonympha ingår i familjen praktfjärilar.

## Bildgalleri

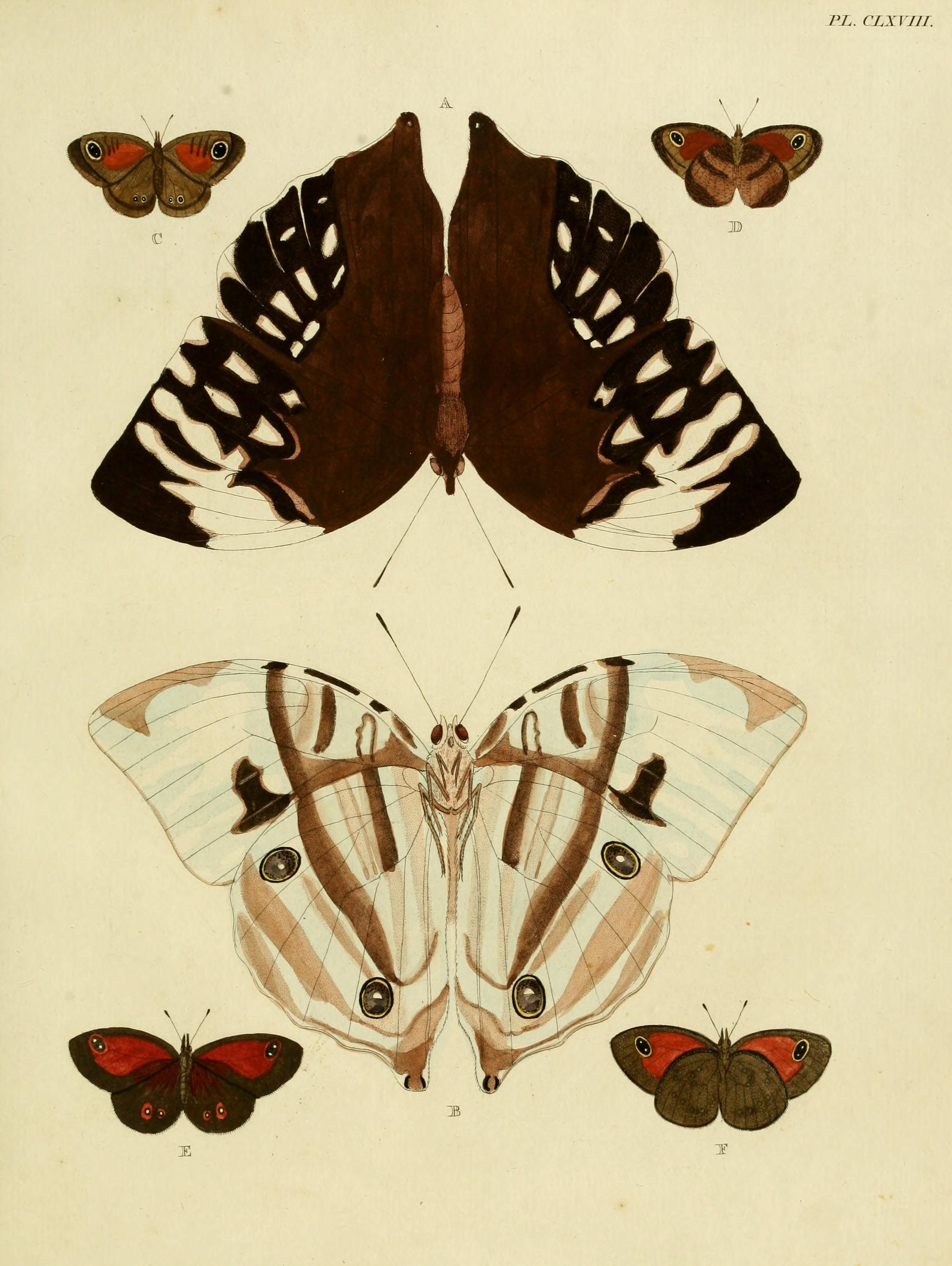
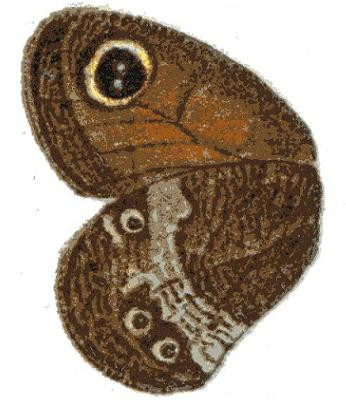

## Dottertaxa tillPseudonympha, i alfabetisk ordning[1]
- Pseudonympha arnoldi
- Pseudonympha cassiope
- Pseudonympha cyclops
- Pseudonympha detecta
- Pseudonympha gaika
- Pseudonympha hippia
- Pseudonympha hübneri
- Pseudonympha hyperbius
- Pseudonympha kamiesbergensis
- Pseudonympha loxophthalma
- Pseudonympha mabillei
- Pseudonympha machacha
- Pseudonympha magoides
- Pseudonympha magus
- Pseudonympha montana
- Pseudonympha namaquana
- Pseudonympha narycia
- Pseudonympha nieuwveldensis
- Pseudonympha paludis
- Pseudonympha paragaika
- Pseudonympha penningtoni
- Pseudonympha poetula
- Pseudonympha ruthae
- Pseudonympha sabacus
- Pseudonympha schultzei
- Pseudonympha southeyi
- Pseudonympha steniptera
- Pseudonympha swanepoeli
- Pseudonympha trimenii
- Pseudonympha varii
- Pseudonympha wykehami